# John Samuel Sherburne

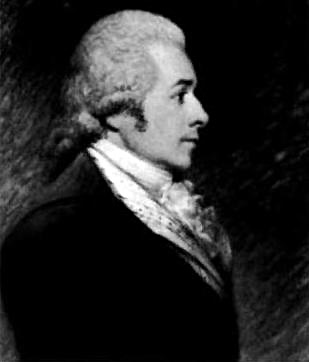
John Samuel Sherburne

John Samuel Sherburne (* 1757 in Portsmouth, Kolonie New Hampshire; † 2. August 1830 ebenda) war ein US-amerikanischer Jurist und Politiker. Zwischen 1793 und 1797 vertrat er den Bundesstaat New Hampshire im US-Repräsentantenhaus.

## Werdegang
John Sherburne besuchte bis 1776 das Dartmouth College in Hanover. Beim Ausbruch der Revolution schloss er sich der amerikanischen Bewegung an. Während des Unabhängigkeitskrieges diente er in der Kontinentalarmee. Er stieg bis zum Major auf und verlor im August 1778 ein Bein. Nach seinem Ausscheiden aus dem Militärdienst studierte Sherburne an der Harvard University Jura. Nach seiner Zulassung als Rechtsanwalt begann er in Portsmouth in diesem Beruf zu praktizieren.
Zwischen 1790 und 1792 war Sherburne Abgeordneter im Repräsentantenhaus von New Hampshire. Politisch schloss er sich der Opposition zur damaligen Bundesregierung unter Präsident George Washington an. Später wurde er Mitglied der von Thomas Jefferson gegründeten Demokratisch-Republikanischen Partei. Bei den Kongresswahlen des Jahres 1792, die staatsweit abgehalten wurden, wurde Sherburne für das dritte Abgeordnetenmandat von New Hampshire in das US-Repräsentantenhaus gewählt. Dort trat er am 4. März 1793 die Nachfolge von Samuel Livermore an. Nach einer Wiederwahl im Jahr 1794 konnte er bis zum 3. März 1797 zwei Legislaturperioden im Kongress absolvieren.
Nach seiner Zeit im Kongress war Sherburne zwischen 1801 und 1804 als Nachfolger von Edward St. Loe Livermore Bundesstaatsanwalt für New Hampshire. Seit Mai 1804 amtierte er als Richter am Bundesbezirksgericht für den Distrikt New Hampshire. Dieses Amt bekleidete er in der Nachfolge von John Pickering bis zu seinem Tod im Jahr 1830. Sherburne war der Schwager von John Langdon (1741–1819), der US-Senator und Gouverneur von New Hampshire war.